# Neofolk
Neofolk är en musikgenre med rötter i folkmusik och modern industrial.
Musiken kan vara rent akustisk men är mer ofta en blandning mellan experimentell musik och folkmusik. Neofolkgrupper använder ofta klassiska instrument, folkinstrument till exempel nyckelharpa eller fiol tillsammans med synth och trummor. Musiken utvecklades av musiker som Douglas Pearce (Death in June), Tony Wakeford (Sol Invictus) och David Tibet (Current 93). Flera av genrens tidiga förgrundsgestalter hade en bakgrund inom punken; både Pearce och Wakeford hade tidigare spelat i punkbandet Crisis, medan David Tibet samarbetade med medlemmar ur Crass. Även industrialscenen var en viktig grogrund för neofolken. Under 1990-talet började flera metalmusiker söka sig mot neofolken, vilket bland annat märks i band som Agalloch.
Musiken är ofta antikommersiell. Man använder myter och symboler på ett kreativt och medvetet sätt, samtidigt som man på ett estetiskt plan kan flirta med hedendom och militärestetik.

## Artister (urval)
- Anímic[1]
- Current 93
- Forndom
- Graumahd
- Heilung
- :Of The Wand & The Moon:
- Ordo Rosarius Equilibrio
- Rome
- Sol Invictus
- Stormfågel
- Von Thronstahl
- Daemonia Nymphe (Δαιμόνια Νύμφη)

## Skivbolag
- Cold Meat Industry

## Evenemang
- Flammenzauber (Tyskland)
- Mėnuo Juodaragis (Litauen)